# Dariusz Wykurz
Dariusz Wykurz (ur. 12 czerwca 1966 w Chmielniku) – polski piłkarz, grający na pozycji pomocnika.

## Kariera
Jest wychowankiem Zenitu Chmielnik, z którego trafił do Górnika Sosnowiec. W 1990 roku przeszedł do Zagłębia Sosnowiec. W barwach tego klubu rozegrał 50 meczów w I lidze. W 1993 roku odszedł z klubu, po czym występował w CKS Czeladź, AKS Niwka Sosnowiec i ponownie Górniku Sosnowiec.
W 2013 roku był trenerem Zenita Chmielnik.

## Statystyki ligowe
| Sezon         | Klub                | Liga           | Mecze | Gole |
| ------------- | ------------------- | -------------- | ----- | ---- |
| 1990/1991     | Zagłębie Sosnowiec  | I liga         | 19    | 1    |
| 1991/1992     | Zagłębie Sosnowiec  | I liga         | 31    | 4    |
| 1992/1993     | Zagłębie Sosnowiec  | I liga         | 30    | 1    |
| 1993/1994     | CKS Czeladź         | III liga       | 31    | 9    |
| 1994/1995 (j) | CKS Czeladź         | III liga       | 15    | 3    |
| 1994/1995 (w) | AKS Niwka Sosnowiec | III liga       | ?     | ?    |
| 1995/1996     | AKS Niwka Sosnowiec | III liga       | ?     | ?    |
| 1996/1997     | AKS Niwka Sosnowiec | III liga       | ?     | ?    |
| 1997/1998     | AKS Niwka Sosnowiec | III liga       | ?     | ?    |
| 2001/2002     | Górnik Sosnowiec    | klasa okręgowa | ?     | ?    |